# Geitholmen
Geitholmen est une île norvégienne dans le comté de Hordaland. Elle appartient administrativement à Austrheim.

## Géographie
Rocheuse et couverte d'une légère végétation, elle s'étend sur environ 400 m de longueur pour une largeur approximative de 200 m.